# 托马斯·贡斯特
托马斯·贡斯特（德語：Thomas Gunst，1959年7月26日—），德国前男子曲棍球运动员。他曾代表西德国家队参加1984年夏季奥林匹克运动会曲棍球比赛，获得一枚银牌。